# Saiph

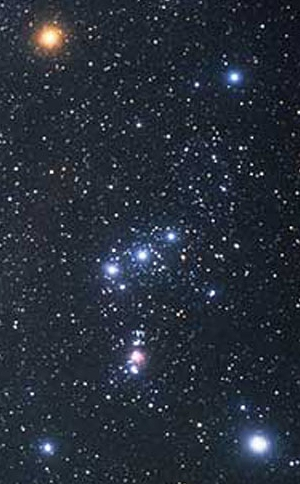
Constelación de Orión

Saiph (κ Ori / κ Orionis / 53 Orionis) es la sexta estrella más brillante de la constelación de Orión con magnitud aparente +2.06. Su nombre proviene del árabe saif al jabbar (‘espada del gigante’). Se encuentra a unos 720 años luz de distancia del sistema solar.
Con una temperatura superficial de 26 000 K, Saiph es una supergigante blanco-azulada luminosa de tipo espectral B0.5Ia, cuya luminosidad —incluida una gran parte de su radiación emitida en el ultravioleta— es 65 000  veces mayor que la del Sol. Su diámetro angular ha sido medido y ha permitido obtener directamente el valor de su radio, 11 veces mayor que el radio solar. Aunque en términos generales presenta una composición química normal, su abundancia relativa de carbono es solo una décima parte de la que tiene el Sol. Su enorme luminosidad conlleva una gran masa, en torno a 15 o 17 masas solares, lo que implica que Saiph, después de pasar por la fase de supergigante roja, llevará a cabo en su núcleo interno la fusión nuclear de otros elementos en hierro, haciendo que la estrella colapse. Finalmente explosianará como una brillante supernova.
Saiph parece ser una estrella ligeramente variable, con una variación en su brillo de 0.08 magnitudes.